# Aimée Millot
Pour les articles homonymes, voir Aimée, Millot et bergère.
 (février 2017).
Si vous disposez d'ouvrages ou d'articles de référence ou si vous connaissez des sites web de qualité traitant du thème abordé ici, merci de compléter l'article en donnant les références utiles à sa vérifiabilité et en les liant à la section « Notes et références ».
Aimée Millot dite la bergère d’Ivry (1808 ou 1809 - 25 mai 1827) est une jeune femme de 19 ans, orpheline, bergère qui faisait paître ses chèvres à Ivry, dans le sud-est parisien. Elle est passée à la postérité pour avoir été assassinée par féminicide par Honoré Ulbach le 25 mai 1827.

## L’affaire criminelle
Ayant rencontré Honoré Ulbach, celui-ci lui fait quelques cadeaux de faible importance, mais symboliques de son intérêt pour elle. Cependant, Ulbach a une singulière passion, celle d'aller souvent assister aux procès d'assises, ce qui lui faisait, semble-t-il, une mauvaise réputation. La patronne d'Aimée ayant appris l'intérêt d'Ulbach pour la bergère, lui interdit de le revoir et lui ordonne de lui rendre ses cadeaux, ce qu'elle fit.
Honoré Ulbach prend cela très mal et se décide le lendemain d'acheter un grand couteau « qui ne pliait pas ». Il attend la bergère en un lieu appelé « le champ de l'Alouette » et la frappe de cinq coups de couteau dont trois mortels, en présence d'une enfant qui accompagnait la jeune femme. Puis il se cache et, pris de remords, va se livrer à la police.
Jugé pour assassinat, Ulbach est condamné à mort et guillotiné le 10 septembre 1827, à 4 heures de l'après-midi.
L'affaire est narrée ainsi dans Les Nouvelles Promenades dans Paris de Georges Cain (1856-1919), chez Flammarion.

« C'est, en effet, dans cette plaine immense, glaiseuse, dénudée, inculte, sous laquelle aujourd'hui coule la Bièvre en un canal souterrain, plus loin que les jardins des Gobelins, derrière les palissades de la rue Croulebarbe, que se déroula, le 25 mai 1827, un crime passionnel qui révolutionna Paris.

Un pauvre diable, à peu près fou, Honoré Ulbach, y poignarda, par jalousie, une jeune fille : Aimée Millot. La petite Aimée était « modeste et sage », chacun l'aimait dans le quartier, où on la voyait, un grand chapeau de paille sur la tête et un livre à la main, garder sous les ormes du boulevard d’Italie les chèvres de sa maîtresse. Mme Detrouville, femme à principes, et qui ne badinait pas sur « les choses de la vertu ».

On appelait Aimée « la bergère d'Ivry ». En 1827, il y avait encore, à Paris, des bergères, et elles étaient vertueuses ! — Ils s'aimaient : cette humble idylle fit jaser ; Mme  Delrouville, avertie, ordonna à sa bergère de rompre toutes relations avec Ulbach et de lui restituer les pauvres cadeaux qu'elle en avait reçus : « deux oranges, une demi-bouteille de cassis et un joli fichu rose », expliquant que « toute jeune fille qui reçoit des présents des hommes doit les payer de sa vertu ». Aimée avait obéi.

Le 25 mai, à dix heures du matin, Ulbach, fou de colère et de jalousie, après avoir acheté, rue Descartes, près de l'École Polytechnique, chez un brocanteur, « un couteau qui ne ployait pas », s'était caché derrière les arbres du boulevard pour y attendre la pauvre petite bergère. Elle arrive avec ses chèvres et repousse Ulbach qui, affolé de rage, la frappe de cinq coups de couteau, s'enfuit et va se terrer dans un ignoble garni de la rue du Chantre, près du Palais-Royal; la police le recherchait vainement, lorsqu'il vint, de lui-même, se livrer au commissaire : « C'est moi qui ai fait l'assassin ! … »

Il avait, la veille, écrit une lettre folle à Mme Detrouville : « … Femme acariâtre, vous mettez entrave à notre félicité… songez à bien faire ce que je vous prescris de faire : je vous envoie cinq francs, rendez-vous de suite à l'église d'Ivry et faites-lui dire une messe en l'honneur de ses malheurs et des miens… »

Les journaux épiloguent sur le crime. « Les femmes surtout maudissaient l'assassin, tout en le plaignant peut-être » ; et la girafe, nouvellement « inaugurée » au Jardin des Plantes, fut délaissée pour le drame du champ de l'Alouette. Le 10 septembre 1827, Ulbach expia son forfait : à sept heures et demie du matin, il fut extrait de la prison de Bicêtre, et, à quatre heures du soir, le sinistre cortège partit de la Conciergerie pour la place de Grève, où Ulbach monta sur l'échafaud.

Les arbres de la rue Croulebarbe sont abattus, la Bièvre coule sous terre, les herbages où paissaient les chèvres de la bergère d'Ivry sont remplacés par des couches de mâchefer qui forment sous le pied une boue fétide et noire; seul, un souvenir subsiste de ce décor dramatique : une ancienne folie du XVIIIe siècle, construite, en 1762, par un financier, Le Prêtre de Neufbourg. Lamentable, crevassée, ouverte aux pluies du ciel, elle achève de s'effondrer au bout de la rue Croulebarbe, à l'angle du boulevard d'Italie. »

## Postérité

### Littérature
Dans les témoins de l'exécution se trouve Victor Hugo qui commence le lendemain un nouveau roman, Le Dernier Jour d'un condamné (1829) et qui constitue le début de son combat contre la peine de mort. Dans Les Misérables, Hugo écrit : 

« Comme le lieu vaut la peine d'être vu, personne n'y vient. À peine une charrette ou un routier tous les quarts d'heure. Il arriva une fois que les promenades solitaires de Marius le conduisirent à ce terrain près de cette eau. Ce jour-là, il y avait sur ce boulevard une rareté, un passant. Marius, vaguement frappé du charme presque sauvage du lieu, demanda à ce passant : – Comment se nomme cet endroit-ci ?

Le passant répondit : – C'est le champ de l'Alouette.

Et il ajouta : – C'est ici qu'Ulbach a tué la bergère d'Ivry »

En 2014 est publié de façon posthume le dernier roman de Régine Deforges, La Bergère d'Ivry (Éditions de la Différence).

### Chanson
Cet assassinat fit sensation dans tout Paris et fut l'objet d'une chanson, intitulée Complainte sur l'assassinat de la jeune bergère d'Ivry, qui fut publiée à Paris par l'imprimerie de L.-E. Herhan et qu'on peut entendre en générique du film de Jean Faurez, Histoires extraordinaires, tourné en 1949.

### Théâtre
Cette affaire criminelle fait l'objet de plusieurs adaptations théâtrales.
- Eugène Grangé et Lambert-Thiboust, La Bergère d'Ivry[2], 1866, Michel Lévy Frères, Libraires éditeurs, coll. « Le Théâtre contemporain » Représenté à Paris au théâtre de l’Ambigu-Comique, le 30 juin 1866.
- Gabriel de Lurieu et Michel Delaporte, La Bergère d'Ivry, drame vaudeville en 5 actes, Paris, impr. de la Ve Dondey-Dupré, 1839 Représenté à Paris aux Folies-Dramatiques, le 16 mars 1839.

### Cinéma
- La Bergère d’Ivry, court-métrage muet français réalisé par Maurice Tourneur (1876-1961) sorti en 1913.

### Autres mentions
On éleva une croix de bois en souvenir de celle qu'on désignait déjà comme la bergère d'Ivry, croix sur laquelle on avait gravé « À la vertu », rue Croulebarbe. Cette croix disparut dans les années 1860.
D'autres souvenirs de cette affaire traversèrent le XIXe siècle, comme une enseigne peinte sur laquelle on pouvait lire « À la Bergère d'Ivry ».

On en trouve mention dans le livre Promenades dans toutes les rues de Paris, du marquis de Rochegude, publié à Paris chez Hachette en 1910 : 

« Rue Croulebarbe. 
Suit le cours de la Bièvre. La rue, fort ancienne, doit son nom à Jean de Groulebarbe, propriétaire du tief et du moulin de ce nom qui était déjà connu en 1214. Le moulin se trouvait à peu près à l'angle de la rue Croulebarbe et de la rue Corvisart et était séparé du clos Payen par la Bièvre. C'est derrière les palissades de la rue Croulebarbe que se commit en 1827 un crime passionnel qui révolutionna Paris. Aimée Millot, dite la Bergère d'Ivry, fut assassinée par jalousie par Honoré Ulbach, dont, disait une inscription disparue en 1860, elle avait repoussé l'amour. M. Georges Cain ajoute : 
« En 1827 il y avait encore des bergères à Paris et elles étaient vertueuses ». »

En 1998, l’affaire criminelle a fait l'objet d'une étude historique par Gérard Conte, publiée par la Société d'histoire et d'archéologie du xiiie arrondissement dans son bulletin.
Depuis 2002, la place de la Bergère-d'Ivry porte son nom, dans le 13e arrondissement de Paris. La situation géographique de la place en Hommage-aux-Femmes-Victimes-de-Violences a également été choisie en sa mémoire en 2021.
En 2017, l’écrivain Adrien Gombeaud évoque l’affaire dans un été sur la Bièvre.